# Nuchalosyllis lamellicornis
Nuchalosyllis lamellicornis är en ringmaskart som beskrevs av Rullier och Amoureux 1979. Nuchalosyllis lamellicornis ingår i släktet Nuchalosyllis och familjen Syllidae. Inga underarter finns listade i Catalogue of Life.